# Velešići (Novo Sarajevo, BiH)
Mjesna zajednica Velešići je rubna novosarajevska mjesna zajednica u odnosu na općinu Centar  i općinu Vogošća. Naziv mjesne zajednice, odnosno toponim Velešići, podrazumijeva i šire područje koje obuhvaća, uz mjesne zajednice Gornji Velešići i Velešići, i mjesnu zajednicu Donji Velešići u općini Centar.     

## Vanjske poveznice
- Velešići  Arhivirana inačica izvorne stranice od 12. listopada 2016. (Wayback Machine)